# Cabinet fantôme de Margaret Beckett
Smith Blair
Le cabinet de Margaret Beckett est un cabinet par intérim à la suite de la mort de John Smith le 12 mai 1994 est en attendant l'élection d'un nouveau leader prévu le 21 juillet 1994, une élection dans laquelle Beckett est également candidate.
Son cabinet fantôme était identique à celui de John Smith, à l'exception de son rôle et de la nomination de Nick Brown au poste de Leader fantôme de la Chambre des communes.

## Membres du Cabinet fantôme
| Portfolio | Ministre du cabinet fantôme |
| --- | --------------------------- |
| Leader de la très loyale opposition de Sa Majesté Leader du Parti travailliste (intérim) Leader adjoint du Parti travailliste Leader fantôme de la Chambre des communes Coordonnateur des élections | Margaret Beckett            |
| Leader de l'opposition à la Chambre des lords | Ivor Richard                |
| Whip en chef à la Chambre des communes | Derek Foster                |
| Whip en chef à la Chambre des Lords | Lord Graham d'Edmonton      |
| Lord Chancelier du cabinet fantôme | Derry Irvine                |
| Chancelier de l'Échiquier du cabinet fantôme | Gordon Brown                |
| Secrétaire d'État des Affaires étrangères du cabinet fantôme | Jack Cunningham             |
| Secrétaire d'État à l'Intérieur du cabinet fantôme | Tony Blair                  |
| Secrétaire d'État à la Défense du cabinet fantôme | David Clark                 |
| Secrétaire d'État à l'Éducation du cabinet fantôme | Ann Taylor                  |
| Secrétaire d'État à l'emploi du cabinet fantôme | John Prescott               |
| Ministre fantôme des collectivités locales et du logement | Jack Straw                  |
| Secrétaire d'État à l'Environnement du cabinet fantôme | Chris Smith                 |
| Secrétaire d'État à la Santé du cabinet fantôme | David Blunkett              |
| Secrétaires d'État pour la sécurité sociale du cabinet fantôme | Donald Dewar                |
| Secrétaires d'État pour le patrimoine national du cabinet fantôme | Mo Mowlam                   |
| Secrétaire d'État de l'ombre au Commerce et de l'Industrie & Président de la Chambre de commerce | Robin Cook                  |
| Secrétaire d'État aux Transports du cabinet fantôme Ministre de Londres du cabinet fantôme | Frank Dobson                |
| Secrétaire d'État pour l'Écosse du cabinet fantôme | George Robertson            |
| Secrétaire d'État pour le pays de Galles du cabinet fantôme | Ron Davies                  |
| Secrétaire d'État pour l'Irlande du Nord du cabinet fantôme | Kevin McNamara              |
| Ministre fantôme du développement à l'outre-mer | Tom Clarke                  |
| Chancelier du duché de Lancastre du cabinet fantôme Porte-parole fantôme de la Charte du citoyen | Michael Meacher             |
| Secrétaire d'État pour les femmes et les égalités du cabinet fantôme | Clare Short                 |
| Porte-parole de l'ombre pour les enfants et les familles | Joan Lestor                 |
| Secrétaire en chef du Trésor du cabinet fantôme | Harriet Harman              |
| Ministre de l'Agriculture, de la Pêche et de l'Alimentation du cabinet fantôme | Gavin Strang                |
| Leader fantôme de la Chambre des communes par intérim | Nick Brown                  |